# Championnats d'Europe de course en ligne de canoë-kayak 2002
Navigation
Milan 2001 Poznan 2004
Les championnats d'Europe de course en ligne de canoë-kayak se déroulent à Szeged, (Hongrie).

## Résultats

### Hommes

#### Canoë
| Event      | Or                                                                     | Temps          | Argent                                                                         | Temps          | Bronze                                                                       | Temps          |
| C-1 200 m  | Russie Maxim Opalev                                                    | 39 s 904       | Pologne Andrzej Jezierski                                                      | 40 s 748       | Hongrie Sándor Malomsoki                                                     | 40 s 988       |
| C-1 500 m  | Russie Maxim Opalev                                                    | 1 min 45 s 614 | Allemagne Andreas Dittmer                                                      | 1 min 46 s 826 | Tchéquie Martin Doktor                                                       | 1 min 48 s 038 |
| C-1 1000 m | Allemagne Andreas Dittmer                                              | 3 min 58 s 103 | Russie Maxim Opalev                                                            | 3 min 58 s 979 | Bulgarie Stanimir Atanasov                                                   | 4 min 00 s 893 |
| C-2 200 m  | Hongrie Miklós Buzál Attila Végh                                       | 36 s 899       | Tchéquie Petr Fuksa Petr Netušil                                               | 36 s 971       | Roumanie Mihail Vartolomei Ionel Averian                                     | 37 s 011       |
| C-2 500 m  | Russie Sergéi Ulegin Aleksandr Kostoglod                               | 1 min 38 s 502 | Roumanie Silviu Simioncencu Florin Popescu                                     | 1 min 39 s 650 | Allemagne Thomasz Wylenzek Christian Gille                                   | 1 min 40 s 866 |
| C-2 1000 m | Roumanie Silviu Simioncencu Florin Popescu                             | 3 min 38 s 607 | Pologne Marcin Kobierski Michał Śliwiński                                      | 3 min 38 s 727 | Russie Sergéi Ulegin Aleksandr Kostoglod                                     | 3 min 38 s 859 |
| C-4 200 m  | Russie Maxim Opalev Sergéi Ulegin Aleksandr Kostoglod Roman Krugliakov | 33 s 854       | Hongrie László Vasali Gábor Iván Sándor Malomsoki György Kolonics              | 33 s 886       | Tchéquie Petr Fuksa Petr Netušil Karel Kožíšek Petr Procházka                | 34 s 322       |
| C-4 500 m  | Hongrie Gábor Iván Béla Belicza György Kozmann Sándor Malomsoki        | 1 min 29 s 956 | Russie Konstantin Fomichev Roman Krugliakov Alexandr Artemida Alexéi Volkonski | 1 min 30 s 424 | Roumanie Sami Grigore Mihail Vartolomei Ionel Averian Iosif Anisim           | 1 min 30 s 640 |
| C-4 1000 m | Hongrie Ferenc Novák György Kozmann Béla Belicza Gábor Iván            | 3 min 18 s 790 | Roumanie Sami Grigore Mitică Pricop Ionel Averian Iosif Anisim                 | 3 min 20 s 146 | Russie Konstantin Fomichev Roman Krugliakov Dmitri Sergeyev Alexéi Volkonski | 3 min 20 s 674 |

#### Kayak
| Event      | Or                                                                      | Temps          | Argent                                                            | Temps          | Bronze                                                            | Temps          |
| K-1 200 m  | Allemagne Ronald Rauhe                                                  | 35 s 201       | Hongrie Vince Fehérvári                                           | 35 s 441       | Lituanie Romas Petrukanecas                                       | 35 s 621       |
| K-1 500 m  | Hongrie Ákos Vereckei                                                   | 1 min 36 s 868 | Bulgarie Petar Merkov                                             | 1 min 36 s 924 | Espagne Jovino González                                           | 1 min 37 s 440 |
| K-1 1000 m | Royaume-Uni Tim Brabants                                                | 3 min 34 s 148 | Pologne Adam Seroczyński                                          | 3 min 34 s 226 | Allemagne Lutz Liwowski                                           | 3 min 34 s 616 |
| K-2 200 m  | Hongrie Vince Fehérvári Róbert Hegedűs                                  | 32 s 382       | Allemagne Ronald Rauhe Tim Wieskötter                             | 32 s 546       | Pologne Marek Twardowski Adam Wysocki                             | 32 s 554       |
| K-2 500 m  | Allemagne Ronald Rauhe Tim Wieskötter                                   | 1 min 26 s 971 | Hongrie Zoltán Kammerer Botond Storcz                             | 1 min 27 s 047 | Suède Henrik Nilsson Marcus Oskarsson                             | 1 min 27 s 263 |
| K-2 1000 m | Suède Marcus Oskarsson Henrik Nilsson                                   | 3 min 11 s 931 | Slovaquie Juraj Kadnár Róbert Erban                               | 3 min 13 s 545 | Norvège Eirik Verås Larsen Nils Olav Fjeldheim                    | 3 min 13 s 665 |
| K-4 200 m  | Slovaquie Juraj Lipták Martin Chorváth Ladislav Belovič Rastislav Kužel | 30 s 414       | Espagne Manuel Muñoz Jaime Acuña Oier Aizpurua Aike González      | 30 s 482       | Hongrie Vince Fehérvári Róbert Hegedűs Gábor Horváth István Beé   | 30 s 518       |
| K-4 500 m  | Slovaquie Michal Riszdorfer Juraj Bača Richard Riszdorfer Erik Vlček    | 1 min 19 s 650 | Hongrie Lajos Gyökös Zsombor Borhi Róbert Hegedűs Roland Kökény   | 1 min 20 s 278 | Italie Franco Benedini Andrea Facchin Luca Piemonte Antonio Rossi | 1 min 20 s 350 |
| K-4 1000 m | Slovaquie Michal Riszdorfer Juraj Bača Richard Riszdorfer Erik Vlček    | 2 min 51 s 446 | Hongrie Zoltán Kammerer Botond Storcz Gábor Horváth Roland Kökény | 2 min 52 s 748 | Bulgarie Milko Kazanov Ivan Jristov Petar Merkov Yordan Yordanov  | 2 min 52 s 754 |

### Dames

#### Kayak
| Event      | Or                                                                             | Temps          | Argent                                                                         | Temps          | Bronze                                                                            | Temps          |
| K-1 200 m  | Espagne María Teresa Portela                                                   | 40 s 319       | Pologne Aneta Pastuszka                                                        | 40 s 563       | Royaume-Uni Rachel Train                                                          | 41 s 227       |
| K-1 500 m  | Hongrie Katalin Kovács                                                         | 1 min 47 s 343 | Italie Josefa Idem                                                             | 1 min 48 s 703 | Pologne Elżbieta Urbańczyk                                                        | 1 min 49 s 963 |
| K-1 1000 m | Hongrie Katalin Kovács                                                         | 3 min 55 s 298 | Italie Josefa Idem                                                             | 3 min 57 s 842 | Allemagne Katrin Wagner                                                           | 3 min 59 s 432 |
| K-2 200 m  | Espagne Beatriz Manchón María Teresa Portela                                   | 37 s 145       | Pologne Joanna Skowroń Aneta Pastuszka                                         | 37 s 529       | Russie Natalya Guli Galina Poryvayeva                                             | 37 s 637       |
| K-2 500 m  | Pologne Joanna Skowroń Aneta Pastuszka                                         | 1 min 37 s 987 | Hongrie Szilvia Szabó Kinga Bóta                                               | 1 min 39 s 087 | Espagne Beatriz Manchón Sonia Molanes                                             | 1 min 39 s 795 |
| K-2 1000 m | Hongrie Szilvia Szabó Kinga Bóta                                               | 3 min 38 s 283 | Pologne Joanna Skowroń Aneta Białkowska                                        | 3 min 39 s 968 | Allemagne Manuela Mucke Nadine Opgen-Rhein                                        | 3 min 40 s 172 |
| K-4 200 m  | Espagne María Isabel García María Teresa Portela Beatriz Manchón Sonia Molanes | 34 s 317       | Hongrie Natasa Janic Kinga Bóta Szilvia Szabó Tímea Paksy                      | 34 s 521       | Russie Natalya Guli Galina Poryvayeva Olga Tishchenko Marina Yatsun               | 35 s 165       |
| K-4 500 m  | Hongrie Szilvia Szabó Kinga Bóta Katalin Kovács Erzsébet Viski                 | 1 min 30 s 765 | Espagne Beatriz Manchón Sonia Molanes María Isabel García María Teresa Portela | 1 min 32 s 049 | Pologne Joanna Skowroń Aneta Pastuszka Aneta Białkowska Karolina Sadalska         | 1 min 33 s 077 |
| K-4 1000 m | Hongrie Tímea Paksy Katalin Móni Alexandra Keresztesi Erzsébet Viski           | 3 min 21 s 280 | Roumanie Florica Vulpeş Lidia Rusanescu Mariana Ciobanu Alina Ciurescu         | 3 min 23 s 674 | Pologne Karolina Sadalska Dorota Kuczkowska Małgorzata Czajczyńska Iwona Pyżalska | 3 min 26 s 500 |

## Tableau des médailles
Épreuves officielles uniquement.
| Rang  | Nation      | Or | Argent | Bronze | Total |
| ----- | ----------- | -- | ------ | ------ | ----- |
| 1     | Hongrie     | 10 | 7      | 2      | 19    |
| 2     | Russie      | 4  | 2      | 4      | 10    |
| 3     | Allemagne   | 3  | 2      | 4      | 9     |
| 4     | Espagne     | 3  | 2      | 2      | 7     |
| 5     | Slovaquie   | 3  | 1      | 0      | 4     |
| 6     | Pologne     | 1  | 6      | 4      | 11    |
| 7     | Roumanie    | 1  | 3      | 2      | 6     |
| 8     | Royaume-Uni | 1  | 0      | 1      | 2     |
|       | Suède       | 1  | 0      | 1      | 2     |
| 10    | Italie      | 0  | 2      | 1      | 3     |
| 11    | Bulgarie    | 0  | 1      | 2      | 3     |
|       | Tchéquie    | 0  | 1      | 2      | 3     |
| 13    | Lituanie    | 0  | 0      | 1      | 1     |
|       | Norvège     | 0  | 0      | 1      | 1     |
| Total | Total       | 27 | 27     | 27     | 81    |